# GP2
Seria GP2 a fost o întrecere de automobile care s-a organizat anual sub forma unui campionat mondial începând cu 2005, când a luat locul Formulei 3000. Formatul GP2 a fost conceput de Bernie Ecclestone și Flavio Briatore, în timp ce Ecclestone are și drepturile asupra numelui GP1. Seria a fost organizată de Bruno Michel. În 2010, a fost lansată clasa GP3 Series, o serie suport pentru GP2. În 2017, seria a fost redenumită drept Campionatul de Formula 2 FIA.
Conceput pentru a face cursele mai accesibile pentru echipe și pentru a le face un teren de antrenament mai bun pentru viața în Formula 1, GP2 a impus ca toate echipele să folosească același șasiu, motor și același furnizor de anvelope, astfel încât adevărata capacitate a pilotului să fie reflectată. Toate cursele, cu excepția a trei, au avut loc în calitate de curse suport în weekendurile de curse de Formula 1, pentru a spori profilul seriei, pentru a oferi piloților experiență în mediul unui Mare Premiu și pentru a profita de infrastructura (comisari, facilități medicale etc.) existentă pentru un eveniment de Formula 1. GP2 a concurat în principal pe circuite europene, dar a apărut pe alte circuite internaționale, cum ar fi Circuitul Internațional Sepang din Malaezia și Circuitul stradal Marina Bay din Singapore.
Mulți piloți au folosit GP2 ca rampă de lansare în Formula 1. Campionul din 2005, Nico Rosberg, a fost angajat de echipa Williams pentru sezonul de F1 din 2006, câștigătorul GP2 din 2006, Lewis Hamilton a făcut tranziția către F1 anul următor cu McLaren și campionul din 2007, Timo Glock, a fost semnat de către Toyota pentru sezonul din 2008 de F1. Campionul GP2 din 2009, Nico Hülkenberg, a trecut la Williams F1 pentru sezonul din 2010 de Formula 1. În plus, Heikki Kovalainen (2005), Nelson Piquet Jr. (2006) și Lucas di Grassi (2007) — toți vicecampioni — au devenit piloți de teste Renault în anul următor. Toți trei și-au câștigat locuri în F1, dar de atunci au fost înlocuiți.
Karun Chandhok, Bruno Senna și Vitali Petrov au primit, de asemenea, un loc de F1 în 2010. Pentru 2011, Pastor Maldonado a primit un loc la Williams. Sergio Pérez a fost condus alături de Kamui Kobayashi, un alt fost pilot GP2 și câștigător al Seriei GP2 Asia, la Sauber. Jérôme d'Ambrosio a un loc de curse la Virgin Racing pentru sezonul 2011. Cu toate acestea, unii piloți au ajuns în Formula 1 și fără a concura în GP2, printre care se numără: Sebastian Vettel, Paul di Resta, Daniel Ricciardo, Jean-Éric Vergne, Valtteri Bottas, Kevin Magnussen și Max Verstappen.

## Campionii și vice-campionii din GP2
| Sezon | Campionii         | Vice-campionii     |
| ----- | ----------------- | ------------------ |
| 2005  | Nico Rosberg      | Heikki Kovalainen  |
| 2006  | Lewis Hamilton    | Nelson Piquet, Jr. |
| 2007  | Timo Glock        | Lucas di Grassi    |
| 2008  | Giorgio Pantano   | Bruno Senna        |
| 2009  | Nico Hülkenberg   | Vitali Petrov      |
| 2010  | Pastor Maldonado  | Sergio Pérez       |
| 2011  | Romain Grosjean   | Luca Filippi       |
| 2012  | Davide Valsecchi  | Luiz Razia         |
| 2013  | Fabio Leimer      | Sam Bird           |
| 2014  | Jolyon Palmer     | Stoffel Vandoorne  |
| 2015  | Stoffel Vandoorne | Alexander Rossi    |
| 2016  | Pierre Gasly      | Antonio Giovinazzi |